# منطقة اوتراكشي
اوتراكشي رمزها «UT» (بالإنجليزية: Uttarkashi)‏ ، هو تقسيم إداري لدولة الهند تتبع ولاية أوتاراخند (بالإنجليزية: Uttarakhand)‏ ، مركزها هو مدينة اوتراكشي (بالإنجليزية: Uttarkashi)‏ عدد سكانها حسب تعداد سنة 2001 هو 294,179 ، مساحتها 7,951 كم² وكثافة السكان 7 لكل كم² .